# HD 89307
HD 89307 ist ein 107,65 Lichtjahre von der Erde entfernter Gelber Zwerg mit einer Rektaszension von 10h 18m 21s und einer Deklination von +12° 37' 15". Er besitzt eine scheinbare Helligkeit von ca. 7 mag. Im Jahre 2004 entdeckte Geoffrey Marcy einen extrasolaren Planeten, der diesen Stern umkreist. 
Dieser trägt den Namen HD 89307 b.